# HMS Courageous (50)
«Корейджес» («Відважний») (англ. HMS Courageous (50)) — лінійний крейсер однойменного класу  ВМС Великої Британії, збудований під час Першої світової війни, перебудований пізніше на авіаносець.

## Історія створення
У 1915 році за ініціативи адмірала, Першого морського лорда Джона Фішера були спроектовані 3 лінійні крейсери класу «Корейджес». Вони мали бути найбільшими кораблями в ескадрі, яка мала би висадити десант за 130 км від Берліна у Померанії (Балтійський проект).
Перший корабель серії, «Корейджес» був закладений 26 березня 1915 року на верфі Armstrong Whitworth (Волсенд). Спущений на воду 5 лютого 1916 року, вступив у стрій 4 листопада 1916 року.

## Історія служби

### Лінійний крейсер
Лінійний крейсер «Корейджес» лише один раз брав участь у реальному бою — у битві в Гельголандській бухті 17 листопада 1917 року. У цьому бою британські кораблі намагались знищити німецькі тральщики, які робили прохід для своїх підводних човнів у британських мінних полях. У цьому бою «Корейджес» випустив по противнику 92 381-мм снаряди, але влучив лише раз у щит 150-мм гармати німецького легкого крейсера «Піллау», завдавши йому незначних пошкоджень. В той же час пороховими газами гармат головного калібру був пошкоджений дерев'яний настил власної палуби.
Надалі «Корейджес» участі у бойових діях не брав. Він використовувався як навчальний корабель. 21 листопада 1918 року «Корейджес» брав участь у капітуляції німецького Флоту відкритого моря. Незабаром після закінчення війни корабель був виведений в резерв.

### Перебудова
Після Вашингтонської морської конференції, яка обмежила загальний тоннаж флотів провідних морських країн, було вирішено переобладнати «Корейджес» на авіаносець, як це було зроблено раніше з однотипним крейсером «Ф'юріос».
Роботи розпочались у 1924 році. На кораблі були демонтовані башти гармат головного калібру та були збудовані два ангари довжиною 167 м, що дозволило розмістити на борту 46 літаків. Для підйому літаків були встановлені 2 літакопідйомники вантажопідйомністю 5,5 т. На «Корейджесі» вперше були встановлені 4 аерофінішери Mk-VIII, здатні забезпечити посадку літака масою 5000 кг на швидкості 110 км/год.
У 1935 році на кораблі були встановлені 2 катапульти, здатні розганяти літаки масою 3650 кг до швидкості 100 км/год, але вони використовувались лише для запуску гідролітаків.

### Авіаносець

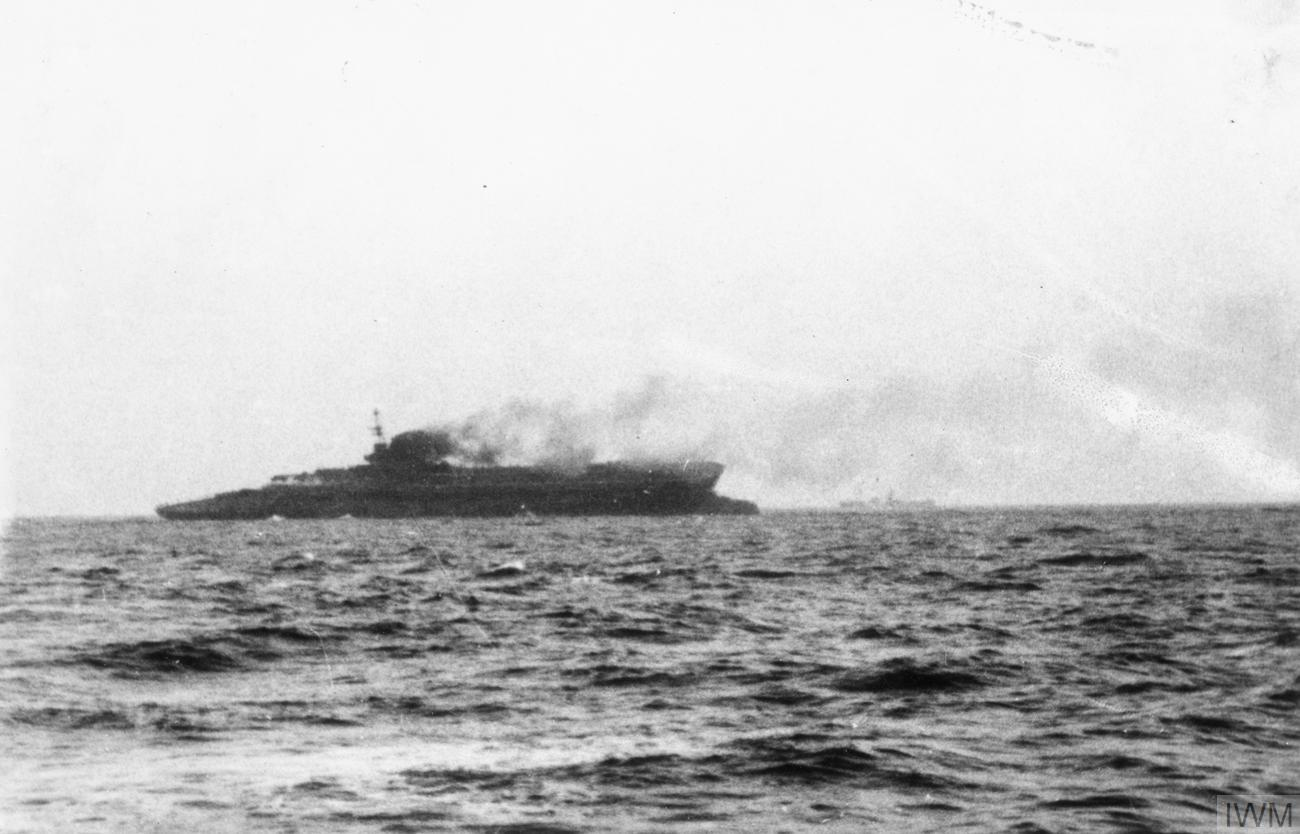
«Корейджес» тоне після торпедування

«Корейджес» вступив у стрій як авіаносець у 1928 році. До червня 1930 року він ніс службу на Середземному морі. Протягом червня — серпня 1930 року пройшов ремонт, після чого був включений до складу Атлантичного флоту, а пізніше — Домашнього Флоту.
З початком італо-ефіопської війни «Корейджес» був переведений на Середземне море, де ніс службу з серпня 1935 року по лютий 1936 року. В середині 1936 року корабель пройшов ремонт, після чого був виведений в резерв та використовувався як навчальний авіаносець.
З початком Другої світової війни «Корейджес» був виведений з резерву та вирушив у Північну Атлантику для пошуку німецьких підводних човнів.
17 вересня 1939 року у точці з координатами 50°10′ пн. ш. 14°45′ зх. д. / 50.167° пн. ш. 14.750° зх. д. авіаносець був атакований німецьким підводним човном U-29. В корабель влучили 2 торпеди, внаслідок чого він затонув через 15 хв. Загинуло 518 членів екіпажу.
Потоплення авіаносця стало першою великою перемогою німецького ВМФ. 26 вересня 1939 року весь екіпаж U-29 був нагороджений Залізними хрестами 2-го класу, а командир човна Отто Шугарт отримав хрест 2-го і 1-го класу одночасно.